# Vaksevo, Kiustendil
Vaksevo (în bulgară Ваксево) este un sat în comuna Nevestino, regiunea Kiustendil,  Bulgaria. 

## Demografie
Componența etnică a satului Vaksevo
     Bulgari (97,37%)
     Romi (1,12%)
     Nicio identificare (1,49%)
     Altele (0%)
La recensământul din 2011, populația satului Vaksevo era de 534 locuitori. Din punct de vedere etnic, majoritatea locuitorilor (97,37%) erau bulgari, cu o minoritate de romi (1,12%). Pentru 1,49% din locuitori nu este cunoscută apartenența etnică.